# 哈尔科夫国立艺术学院
哈尔科夫国立艺术学院（烏克蘭語：Харківський національний університет мистецтв імені Івана Котляревського）是乌克兰的音乐、戏剧方面的高等教育学校。该学院在音乐、戏剧两专业共有900名本科生、研究生和研究生，享有乌克兰国家标准中最高的IV级认证，同时也已获得培训外国学生的许可。

## 历史
哈尔科夫国立艺术学院的建立可追溯到1871年俄罗斯帝国音乐协会哈尔科夫分会主持开设的音乐班。1917年，哈尔科夫古典音乐和戏剧学院建立，旨在推动哈尔科夫的专业音乐教育发展；在这46年间，彼得·柴可夫斯基、格拉祖诺夫和斯拉丁都曾师从于此。随后的几年内这一学院反复更名；1920年，学院才更名为音乐学院。1923年，该校开设戏剧专业，学院因此更名为音乐和戏剧学院。1934年，这一学院更名为哈尔科夫国立音乐学院。1963年，这一学院更名为哈尔科夫国立艺术学院。这些名称都反映了该校对最佳艺术教育模式的探索。
2004年，学院获得了大学地位，并取得了乌克兰最高的IV级认证；这促使该校融入欧洲教育体系，并有助于加强大学的国际信誉。建校 90 周年之际，该大学被授予乌克兰部内阁文凭和乌克兰艺术学院金质奖章。 2011年，它被授予国家重要地位称号。

## 校董事和校长
- 1.斯拉丁(1917-1920)
- 2.卢岑科(1920-1921)
- 3.罗斯拉维茨(1921-1923)
- 4.波尔菲奥罗夫(1924-1925)
- 5.德雷姆佐夫(1927-1927)
- 6. 格鲁迪娜(1927-1934)
- 7.佳科夫斯卡(1934-1941)

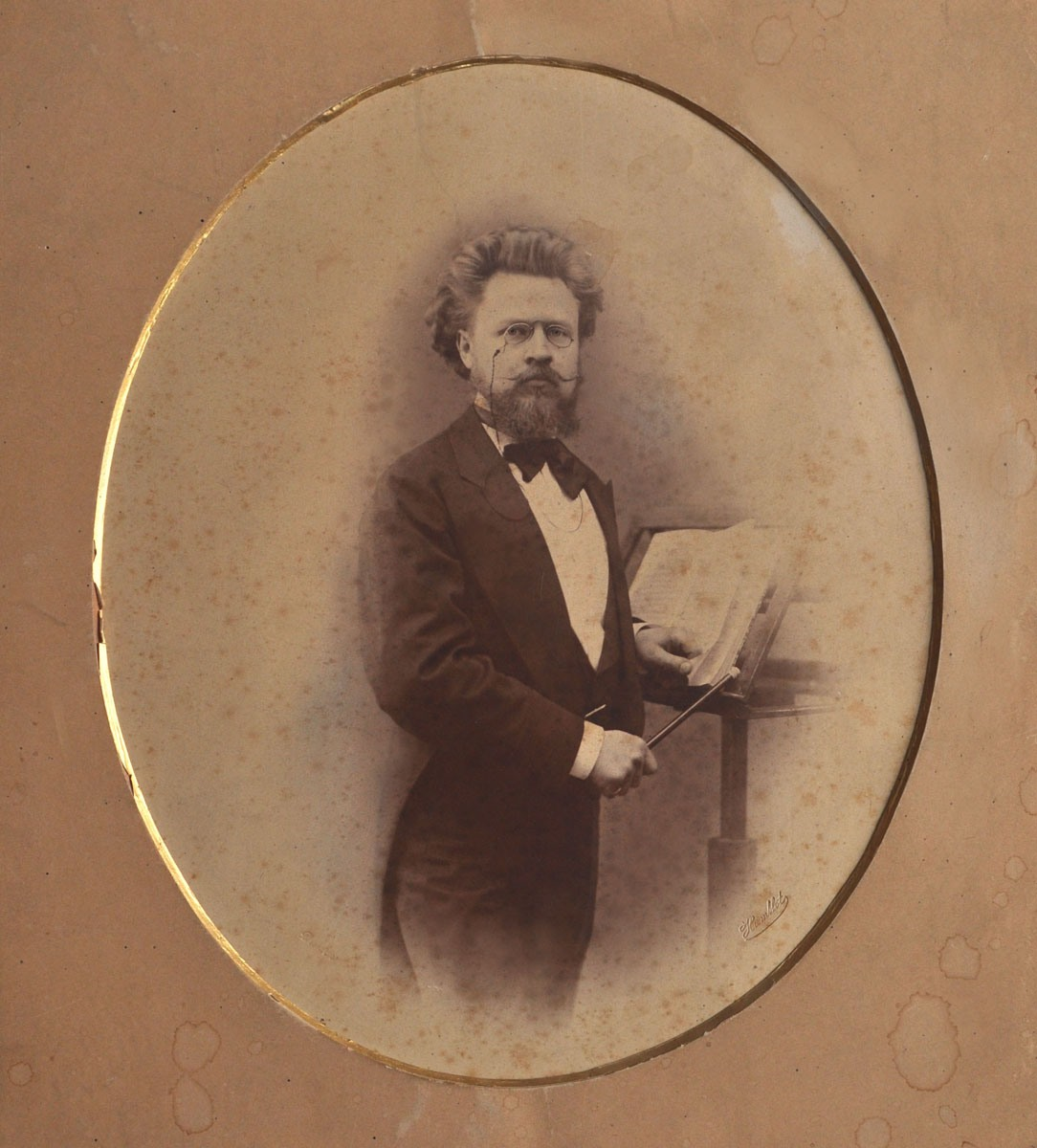
第一任校长：斯拉丁

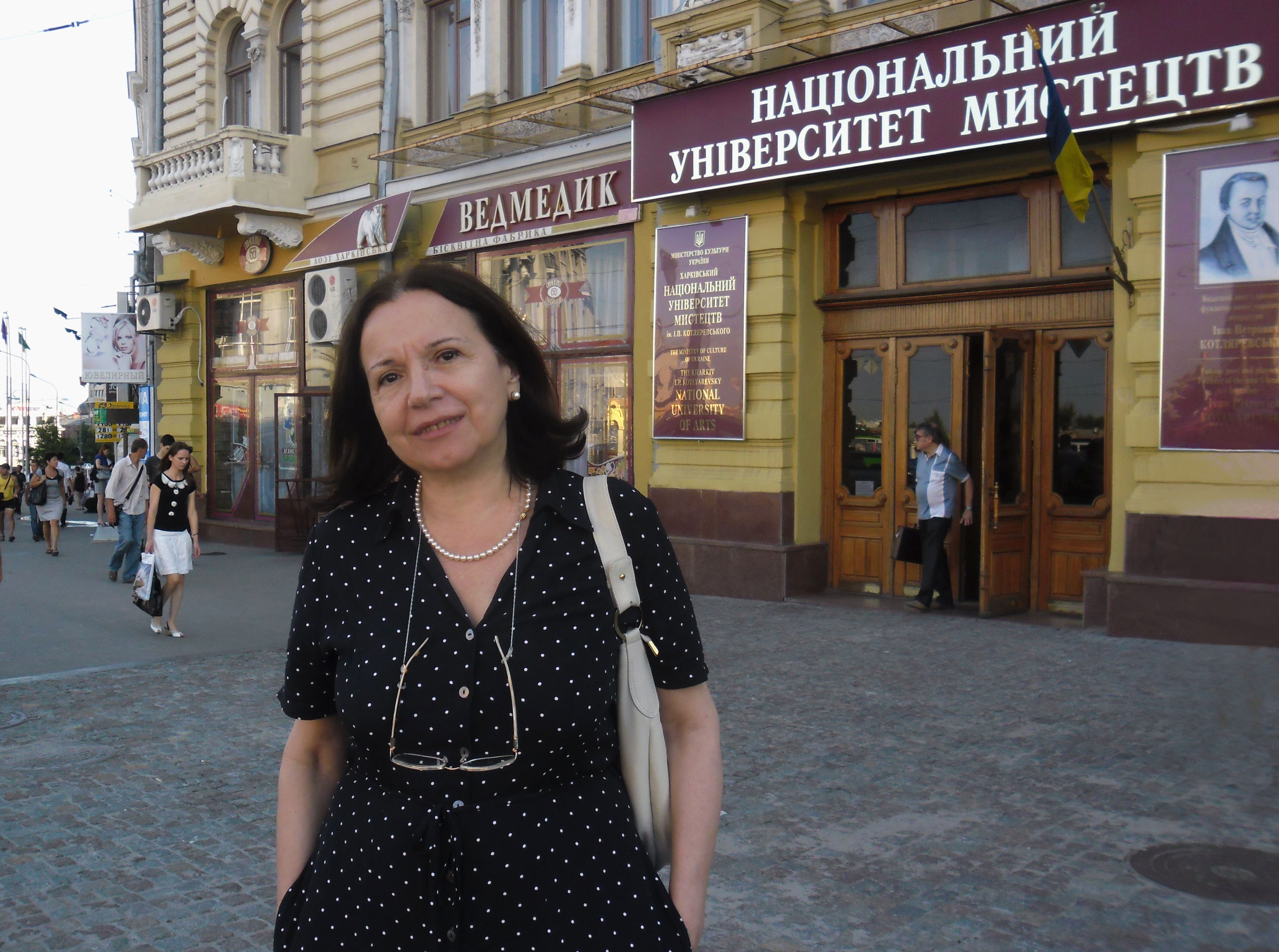
现任校长——T.B.威尔金娜（G. Hansburg 摄）

- 8. 波加提列夫(1941年5月-10月)
- 9.科马连科(1941-1944)
- 10.鲍里索夫(1944-1949)
- 11.库洛奇金(1949-1951)
- 12.列贝迪内茨(1951-1962)
- 13.纳哈宾(1962-1967)
- 14.科尔尼延科(1967-1975)
- 15.阿威利亚诺夫(1975-1991)
- 16.伊格纳琴科(1991-2003)
- 17.威尔金娜(2004-)

## 设施
该大学建有音乐学院和戏剧学院两座大楼。
主楼音乐学院设有三个礼堂（大礼堂、室内礼堂和小礼堂）、一个歌剧院、练习室、演讲室、一个计算机教室和行政办公室。大楼还建有一个含约240,000件藏品的图书馆，其中还藏有CD、DVD、录音带、录像带及黑胶唱片与视频库共15,000件。除此之外，楼内还建有一个民俗实验室，旨在收集、探索和保存斯沃博达乌克兰的传统音乐文物。
戏剧学院的楼相对较小，其内建有一个戏剧表演礼堂、一个木偶表演礼堂、排练室、演讲室、舞蹈室、图书馆和木偶工作室。

## 课程
哈尔科夫国立艺术学院提供音乐和戏剧专业的预科课程以及音乐艺术和戏剧艺术学士和硕士学位的全日制与非全日制课程；本科学位课程共修四年，研究生学位课程需修一年。
校内的可选专业有钢琴、弦乐、铜管乐器、木管乐器、民乐、爵士乐、作曲、管弦乐、合唱指挥、管风琴、打击乐、职业唱诵、音乐学、戏剧研究、戏剧、电影表演、舞台导演、表演和导演动画剧场等。

## 招生录取工作
哈尔科夫国立艺术学院采用现场试镜和面试（学士学位）两种方式进行招生。外国学生必须通过资格考试，并参加乌克兰语（或俄语）考试才能获得攻读硕士学位的资格。

## 构成

### 音乐学与表演学院
音乐学与表演学院拥有丰富的专业传统，学院的负责老师多为音乐学、作曲和表演领域的领先专家。
可授予学位的专业：
- 特殊钢琴
- 音乐大师的技能
- 室内乐团
- 音乐理论
- 乌克兰和外国音乐史
- 音乐诠释与分析
- 作曲和编排
- 合唱指挥
- 独唱
- 歌剧研究

### 管弦乐学院
管弦乐学院由杰出的音乐家和文化专业人士进行授课；其提供表演研究方面的教育机会，以帮助学生发展他们的创造力并为他们的音乐事业做好准备。
可授予学位的专业：
- 室内乐团和四重奏
- 管弦乐器
- 管弦乐队和打击乐器以及歌剧和交响乐指挥
- 乌克兰民族乐器
- 综艺乐器

### 戏剧学院
哈尔科夫国立艺术大学提供的戏剧教育一直享有盛誉；在多名艺术家的影响下，该学院形成有深远悠久的独特传统。毕业生遍布世界各地，其中包括基辅、莫斯科和圣彼得堡。
可授予学位的专业：
- 舞台指导
- 表演技巧
- 动画剧场的表演技巧与舞台指导
- 戏剧研究。

## 研究生院
研究生院最早开设于1993年，旨在提供音乐艺术、戏剧艺术的专业培训。2008年，哈尔科夫艺术学院开设了博士生院。

研究生院的学生共需学习4年方可获得学位，实习则需要2年。该大学提供在波兰一些高等教育机构的实习机会。

## 教授
- 阿尔图霍夫 — 单簧管演奏家
- 瓦伦丁·鲍里索夫— 作曲家

- 德米特里·克莱巴诺夫 — 作曲家
- 塔拉斯·卡拉夫佐夫 — 音乐学家、作曲家
- 伊万·玛丽亚连科 — 舞台导演、讲师
- 加里纳·图门涅瓦 — 音乐学家
- 费奥多·科洛瓦伊 — 民间乐器系教授
- 米哈伊尔洛·蒂茨 — 音乐学家、作曲家。

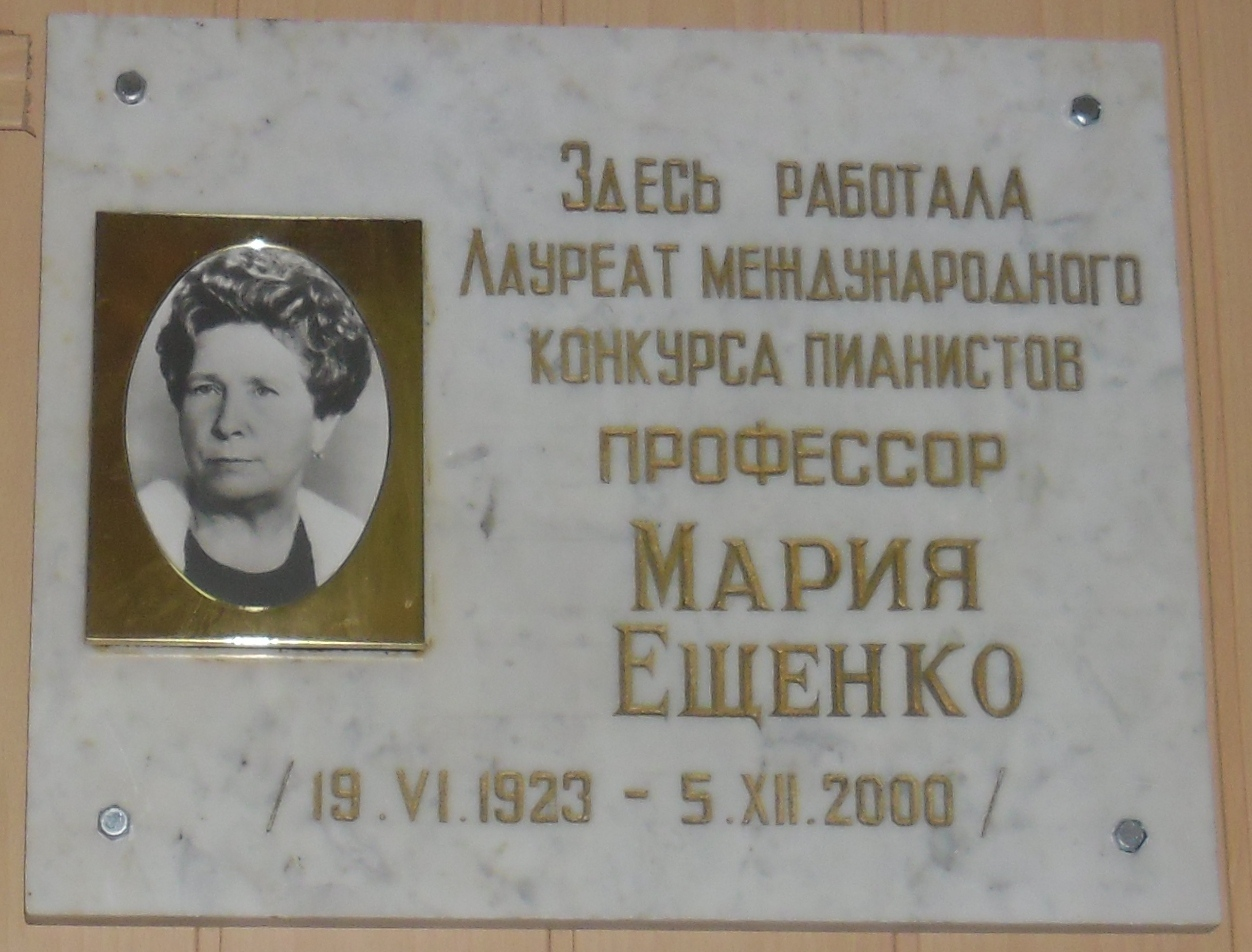
玛丽亚·叶申科的纪念板

- 阿尔卡迪·瓦斯里奥维奇·沃伊诺夫 — 乌克兰荣誉艺术家
- 厄尔马·佐洛托维茨卡 — 音乐学家
- 沃洛迪米尔·佐洛图金 — 作曲家

## 著名校友

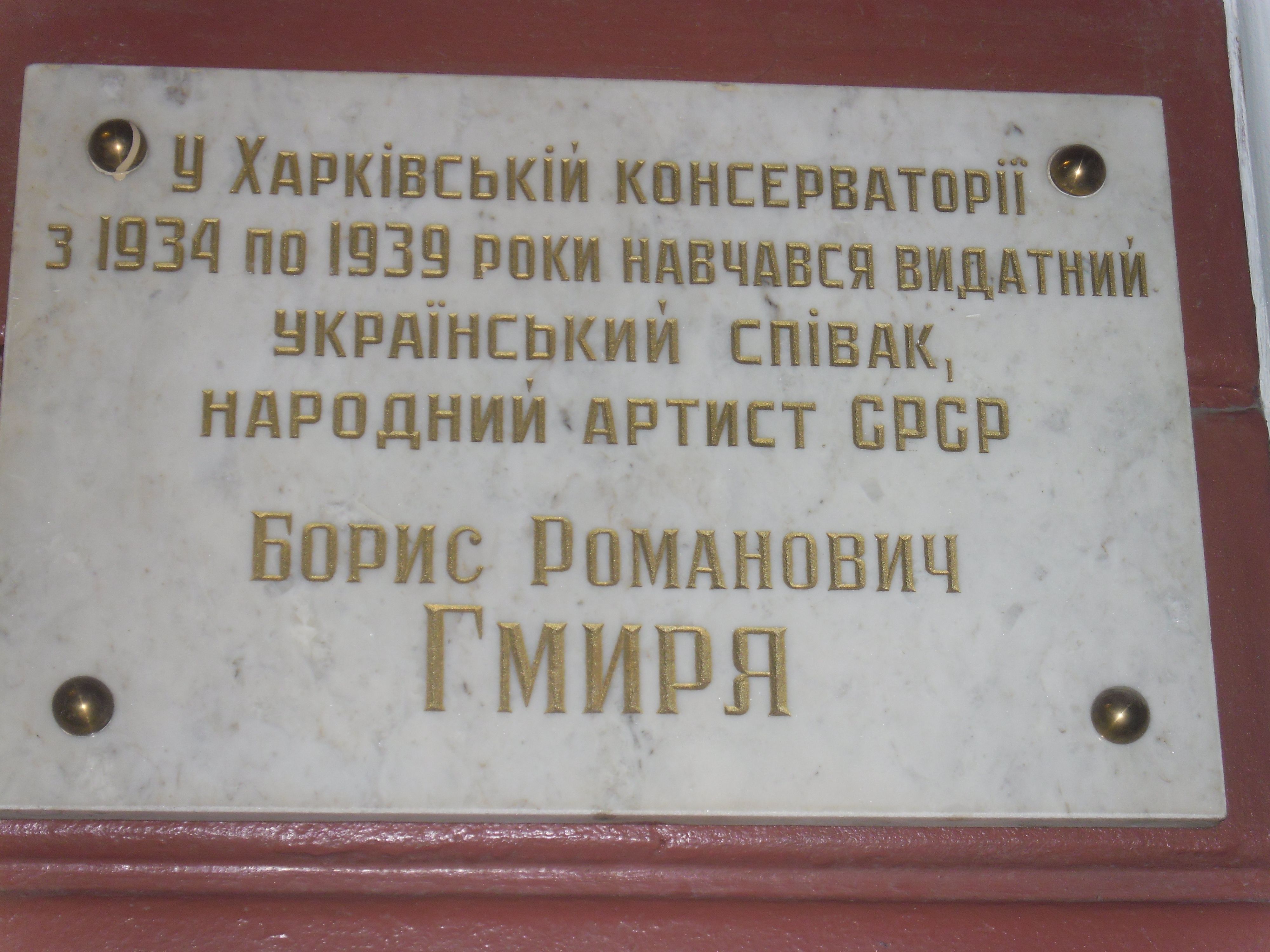
戈米利亚纪念碑

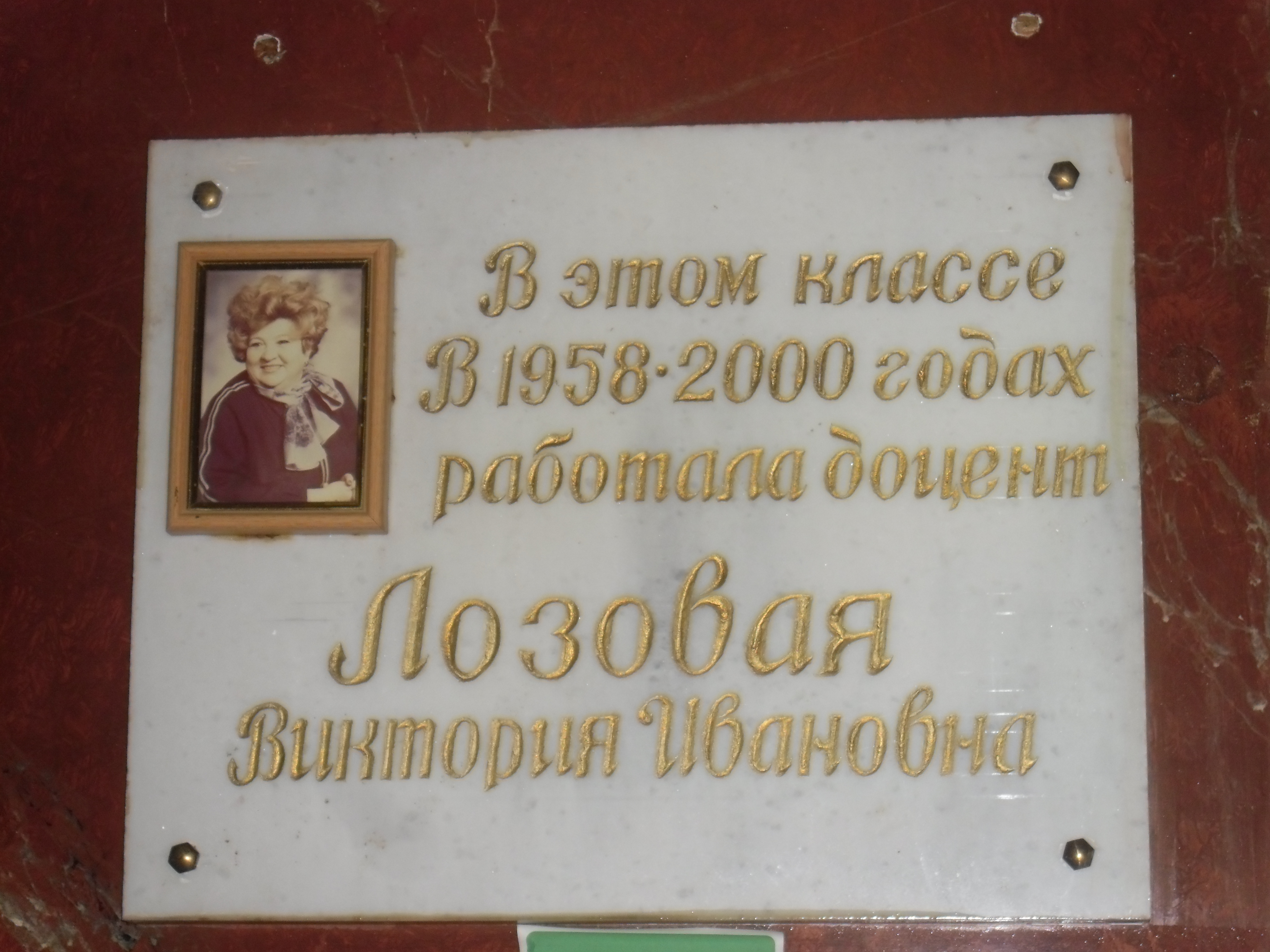
维多利亚·洛佐瓦亚纪念碑

- 娜塔莉娅·巴比奇（英语：Nataliya Babich）
- 奥萨纳·蒂米特里耶娃（英语：Oksana Dmitriieva）
- 奥尔加·列支内娃（英语：Olga Lezhneva）
- 亚历山大·什金斯基（英语：Alexander Shchetynsky）
- 马尔科·托普奇（英语：Marko Topchii）
- 米哈伊洛·乌里茨基（英语：Mykhailo Urytskyi）
- 瓦伦丁·叶诺夫纳·朱宾斯卡（英语：Valentine Yanovna Zhubinskaya）